# Andy Fischer-Price
Andy Fischer-Price (Washington, 13 marzo 1987) è un attore e doppiatore statunitense.
La sua principale attività nel mondo del cinema è quella di interprete vocale e tra i lavori più interessanti possiamo citare la partecipazione nel film Kaboom (2010) di Gregg Araki dove ha interpretato la parte di Rex.

## Filmografia

### Cinema
- Surf's Up - I re delle onde (Surf's Up), regia di Ash Brannon (2007)
- Killer Movie, regia di Jeff Fisher (2008)
- Kaboom, regia di Gregg Araki (2010)

### Televisione
- Unfabulous – serie tv, 2 episodi (2005)
- Wendy Wu: Guerriera alle prime armi (Wendy Wu: Homecoming Warrior), regia di John Laing – film TV (2006)
- Cold Case - Delitti irrisolti (Cold Case) – serie tv, 1 episodio (2007)
- Andy Barker, P.I. - serie tv, 1 episodio (2007)
- Happy Campers, regia di Gil Junger - film TV (2008)
- Bad Mother's Handbook, regia di Jennifer Konner - film TV (2008)
- Law & Order: Los Angeles (Law & Order: LA) - serie tv, 1 episodio (2010)
- Betrayed at 17, regia di Doug Campbell - film TV (2011)

## Doppiatori italiani
Nelle versioni in italiano delle opere in cui ha recitato, Shawn Hatosy è stato doppiato da:
- Flavio Aquilone in Cold Case - Delitti irrisolti
- Fabrizio De Flaviis in CSI - Scena del crimine
- Davide Perino in Kaboom